# Mănăstirea Hîrjauca
Mănăstirea Hîrjauca este o mănăstire de călugări din Republica Moldova.

## Amplasare
Mănăstirea Hîrjauca este un complex monahal înființat în sec. XVIII în preajma localității cu același nume. Se găsește la aproximativ 7 km distanță spre nord-vest de orașul Călărași și 33 km nord-est de orașul Ungheni, pe linie dreaptă. În preajmă se află satul Hîrjauca (1 km spre vest și nord-vest), Mîndra (1 km spre est), Palanca (2 km spre nord-vest) și Oricova (1,5 km spre sud).
De obicei este grupată geografic împreună cu Mănăstirile Hîrbovăț, Frumoasa și Răciula, acestea fiind incluse în traseul turistic nr. 7, „Mănăstirile Călărășene”. Mănăstirea împreună cu stațiunea balneoclimaterică „Codru” se află pe malul unui mic lac format de pârâul Hîrjauca. Pe teritoriul sanatoriului se mai află un izvor de apă minerală (monument al naturii de tip hidrologic), acest lucru este important fiindcă schitul de călugări care mai târziu va deveni Mănăstirea Hîrjauca a fost fondat pe locul unui izvor cu proprietăți tămăduitoare, conform legendei.

## Istoric
Sunt cel puțin trei versiuni cu privire la ctitoria schitului de la Hîrjauca:

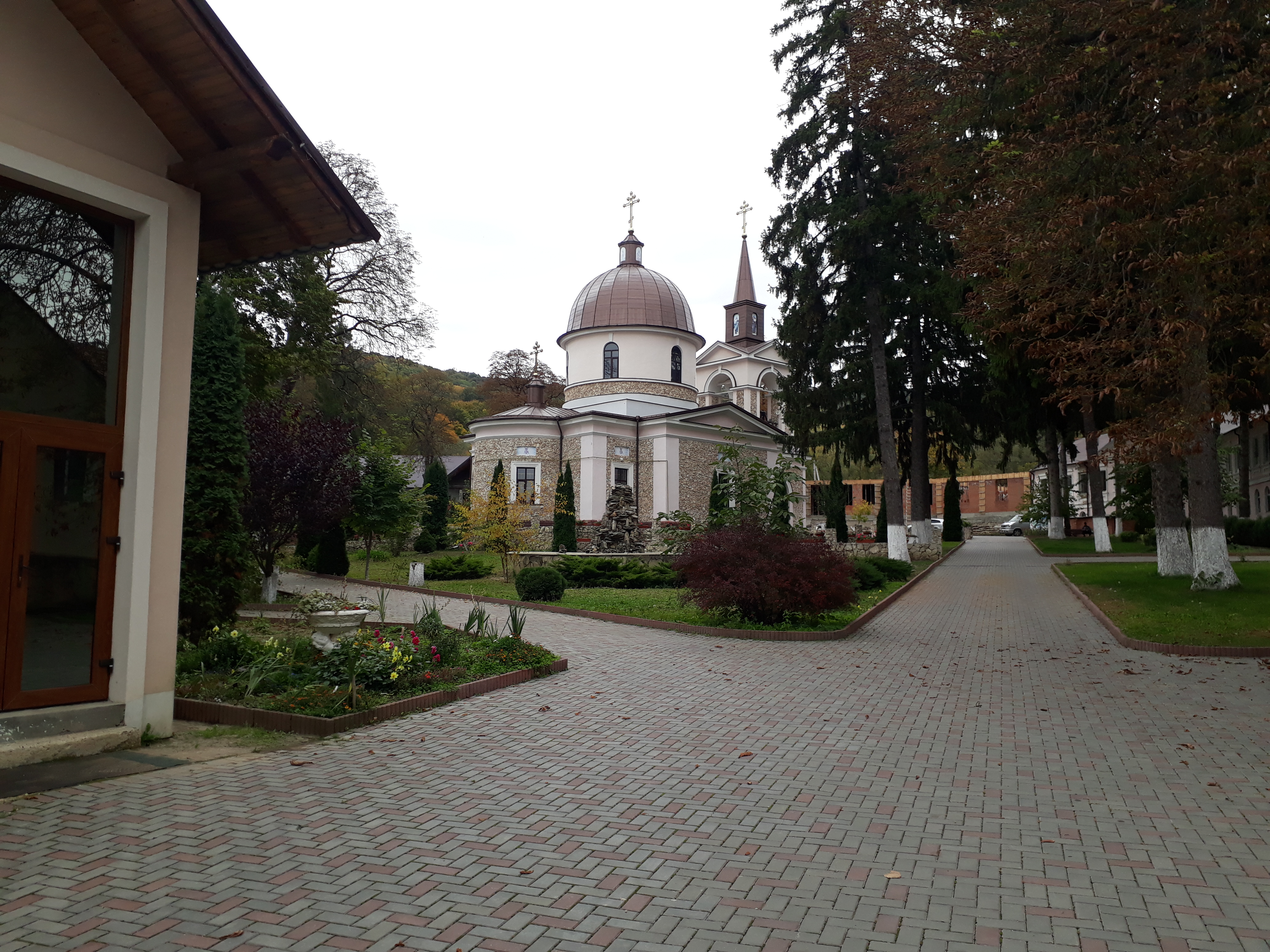
Curtea și Biserica „Înălțarea Domnului”.

1. Conform cercetătorului Pavel Crușevan, pe locul actualei mănăstiri, un bătrân pe nume Teodosie a ridicat o mică casă de rugăciune pentru fugarii care se adăposteau în Codri. Mai târziu i s-au alăturat acestuia doi călugări de la Mănăstirea Neamț, ieromonahul Varsonufie și monahul Inochentie (originar din Călărași). Pentru a deservi această nouă comunitate monahală, boierul Niculiță a ridicat o mică biserică de lemn cu acoperiș din stuf cu hramul „Adormirii Maicii Domnului”. Conform acestei versiuni, anul înființării schitului este 1740[1].
2. Actul de ctitorie a mănăstirii este menționat într-un document datat din anul 1784, un izvod al moșiilor neamului Bulat, în care se spune că mănăstirea a fost ctitorită de Mihul Bulat, vornic de poartă în timpul domnului Mihai Racoviță[2]. Anul nu este specificat.
3. Conform acestei versiuni, schitul exista deja în 1642, atunci când răzeșii din Hirișeni au ctitorit pe teritoriul acestuia o biserică de lemn cu hramul „Adormirii Maicii Domnului”[3].

În 1749, unchiul călugărului Inochentie, Miron Bădică, împroprietărește schitul cu moșia Sipoteni, din care făceau parte 26 desetine de pământ arabil și 2058 desetine de pădure.

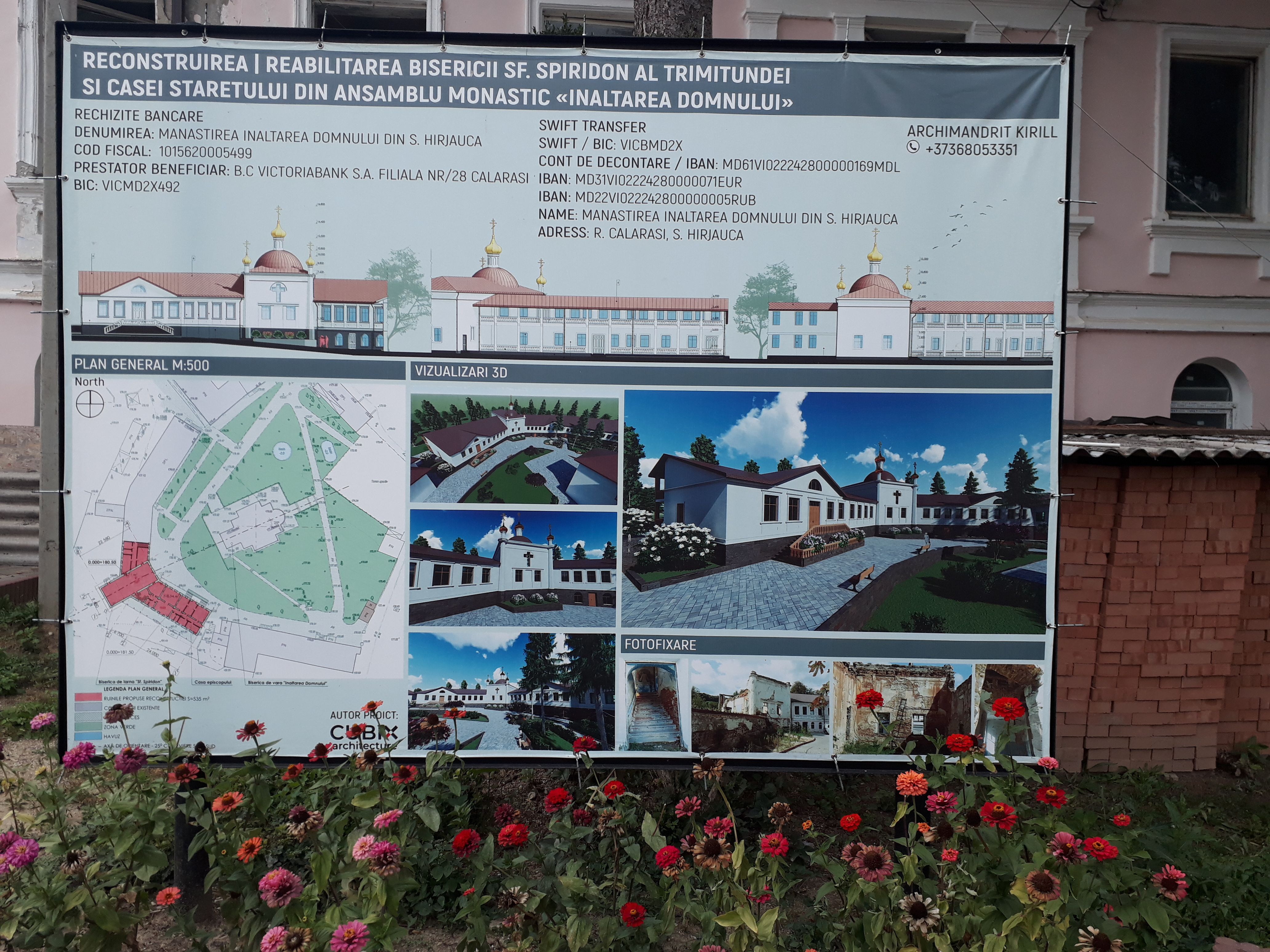
Panou informativ despre reconstrucția Bisericii „Sf. Spiridon” și a casei starețului în cadrul mănăstirii.

Spre sfârșitul secolului XVIII, la inițiativa starețului Tarasie schitul a fost mutat cu câteva sute de metri mai la vale, la poalele dealului, motivul principal fiind deteriorarea bisericii originale. În noua locație a fost ridicată o nouă biserică de lemn cu cinci turle. Pe locul vechiului schit se află până în prezent cimitirul mănăstirii. Astfel, inițial existau două biserici de lemn pe teritoriul schitului, cu hramul „Adormirii Maicii Domnului”.
În 1815, după formarea Arhiepiscopiei Chișinăului, mitropolitul Gavriil Bănulescu-Bodoni ridică schitul la rang de mănăstire. Între 1818 și 1846 arhimandrit al mănăstirii este Spiridon Filipovici, militar rus originar din Šibenik, oraș de pe teritoriul actual al Croației, care decide strămutarea uneia dintre bisericile de lemn în satul Hirișeni, în locul acesteia fiind zidită una de piatră, cu hramul ”Înălțării Domnului”. Aceasta a fost construită între 1820 și 1836.
Fiind inginer de profesie, Spiridon Filipovici a condus mai multe lucrări de amenajare a complexului monahal. A construit un atelier de fabricat cărămizi, a ridicat din cărămidă biblioteca, trapeza, chiliile și chiar un zid care înconjura teritoriul mănăstirii. Au fost amenajate alei, poteci, grădini, havuzuri, lacuri artificiale, foișoare, ș.a. Începe construcția bisericii de iarnă în 1840, dar moare în 1846 înainte ca aceasta să fie terminată. Aceasta a fost finalizată și sfințită cu hramul Sfântului Ierarh Spiridon, episcopul Trimitundei, în 1848.
Din 1845 mănăstirea devine arhierească în urma deciziei Sinodului Bisericii Ruse, primul episcop atribuit acesteia fiind arhiepiscopul Irinarh al Chișinăului. În 1869, pe lângă mănăstire este înființat schitul Bocancea, în raionul Sângerei din prezent. Aceasta devine mănăstire de sine-stătătoare din 1920. În a doua jumătate a sec. XIX au fost deschise un orfelinat și o școală pe lângă mănăstire. În 1917 este devastată de soldații ruși în timpul revoluției bolșevice.

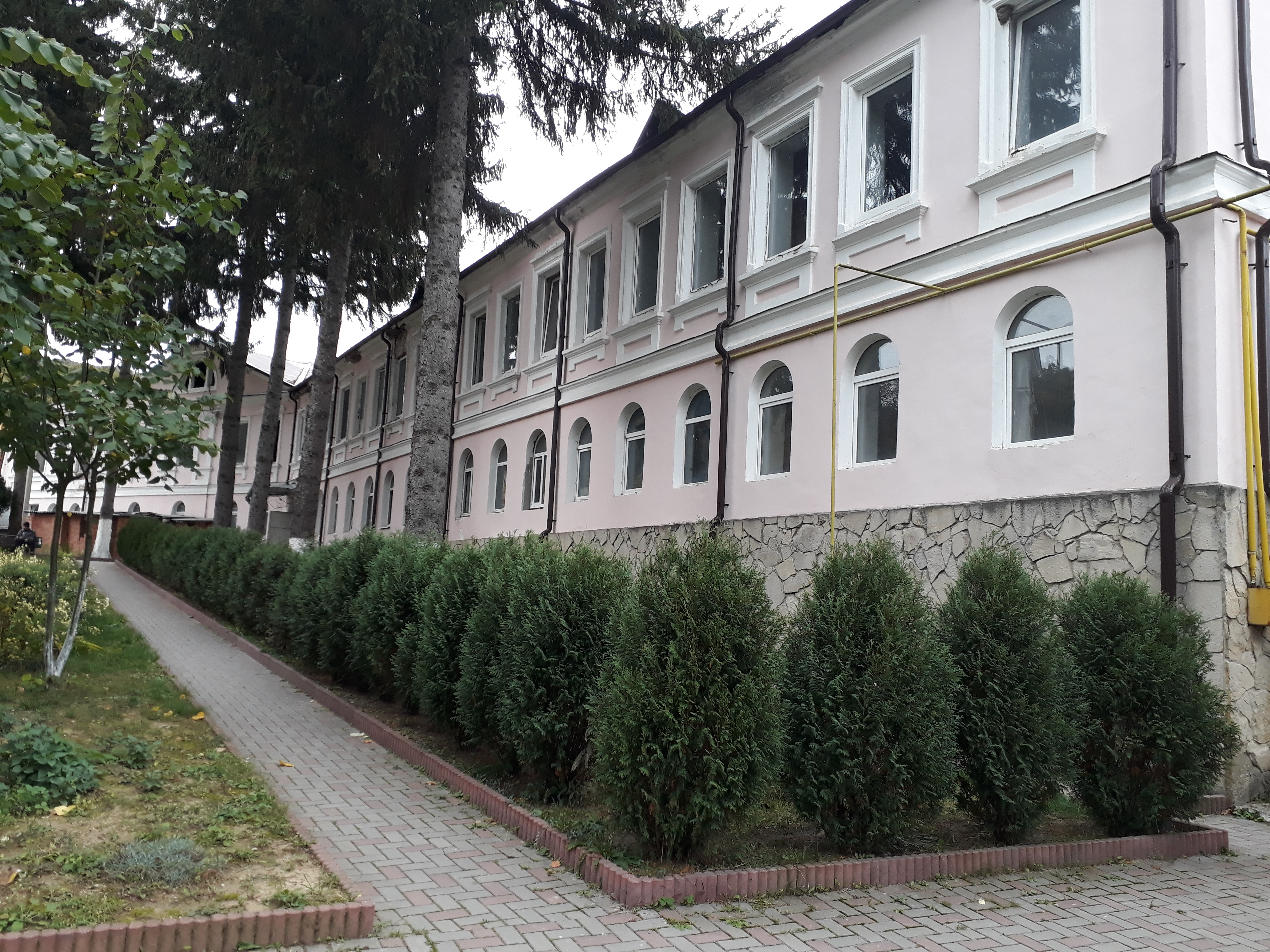
Clădire-anexă cu două niveluri în partea nordică a complexului.

Sub îndrumarea episcopului Nicodim al Hușilor, biblioteca mănăstirească a fost completată cu cărți aduse de la București și Iași după 1918. Între 1920 și 1928 arhimandrit al mănăstirii a fost Gurie Grosu, viitorul mitropolit al Basarabiei. În 1940 mănăstirea a servit drept cazarma pentru soldații sovietici, apoi este redeschisă în 1941, când funcționează și pe post de spital militar pentru armata română.
După război, mănăstirea este închisă în 1953, transformată în casă de odihnă, apoi din 1958 în sanatoriu. Cele 300 de volume de cărți și iconostasele au fost arse. Biserica „Înălțarea Domnului” este transformată în club de dans și sală de tir, iar „Sf. Spiridon” în sală de sport. 13 icoane și 23 de portrete ale pictorului basarabean Pavel Piscariov au fost de asemenea distruse.
Biserica „Înălțarea Domnului” a fost restaurată în 1981-1989 (pictura murală) și renovată în 2005-2008 (exteriorul). Biserica „Sf. Spiridon” suferă în urma unui incendiu în 1991, și rămâne în ruine până în prezent.
Mănăstirea a fost vizitată de mai multe personalități de-a lungul timpului. Printre acestea se numără Joachim Vuici, călător sârb care a scris lucrarea Călătorie prin Ungaria, Valahia, Moldova, Basarabia, Herson și Crimeea la mănăstire. Etnograful și filologul rus Nicolai Nadejdin a vizitat și descris Mănăstirea Hîrjauca în 1840. Scriitorul român Mihail Sadoveanu a vizitat în 1919 și descris mănăstirile Hîrjauca, Hîrbovăț, Răciula și Frumoasa în lucrarea Drumuri basarabene.
Dintre cercetătorii care au dedicat lucrări aparte Mănăstirii Hîrjauca îl putem numi pe istoricul și teologul Constantin N. Tomescu, secretar al Mitropoliei Basarabiei (1918-1940; 1941-1944). Acesta a publicat în 1924 broșura Istoria Sfintei Mănăstiri Hârjauca.

## Arhitectura

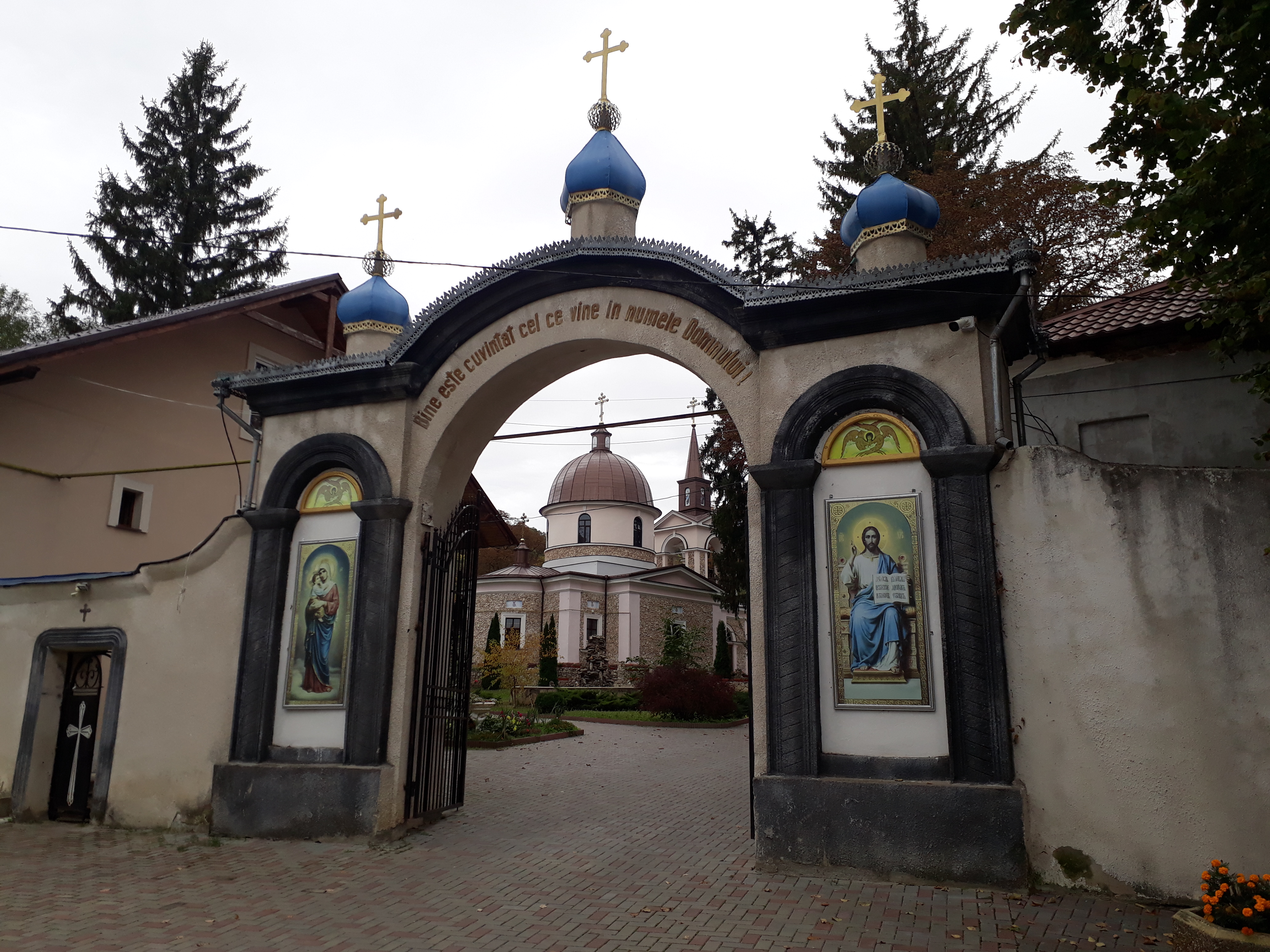
Poarta de intrare în curte.

Biserica de vară („Înălțarea Domnului”), cu planul în formă de cruce, a fost construită de arhitectul Luca Zaușkevici din Odesa. Unii consideră planul a fi triconc, dar cu o singură absidă, cea a altarului, brațele laterale fiind formate din rezalite destul de proeminente cu frontoane. În mijlocul edificiului patru pilaștri susțin patru dublouri semicirculare. Absida altarului se află, ca de obicei, în partea de est, flancată de proscomidie și diaconic. Pridvorul are două nivele, la al doilea fiind amplasată clopotnița, cu patru deschizături. Naosul este dreptunghiular. Cupola în formă sferică se ridică pe un tambur cilindric cu șase ferestre arcuite, susținut de arce și pandantivi triunghiulari sferici. La nivelul superior accesul se face printr-o scară în spirală.
Elementele decorative ale bisericii se încadrează în stilul clasicismului rus: pilaștri de colț, lisenele, ancadramentele profilate ale ușilor și ferestrelor, cornișele clasicizante profilate etc. Celelalte clădiri ale mănăstirii, cum ar fi stăreția, trapeza, chiliile ș.a. sunt dispuse în formă de potcoavă în jurul bisericii de vară. În 2005-2008 a fost renovat exteriorul bisericii, fiind îmbrăcat în piatră brută „de Butuceni”. Soclul a fost de asemenea îmbrăcat într-un placaj de culoare cărămizie. Alte schimbări care au diminuat din valoarea artistică a monumentului sunt copertina din tablă deasupra intrării și utilizarea de ferestre și uși după model contemporan.
Din biserica de iarnă („Sf. Spiridon”) au rămas doar ruinele. A fost un edificiu cu plan dreptunghiular, la care turla se încununa cu o cupolă sferică. Pe fațada dinspre curte se mai văd două coloane angajate, două ferestre și o nișă dreptunghiulară. În interiorul edificiului mai pot fi reperate picturi murale într-o stare avansată de degradare.

## Picturi și obiecte de cult

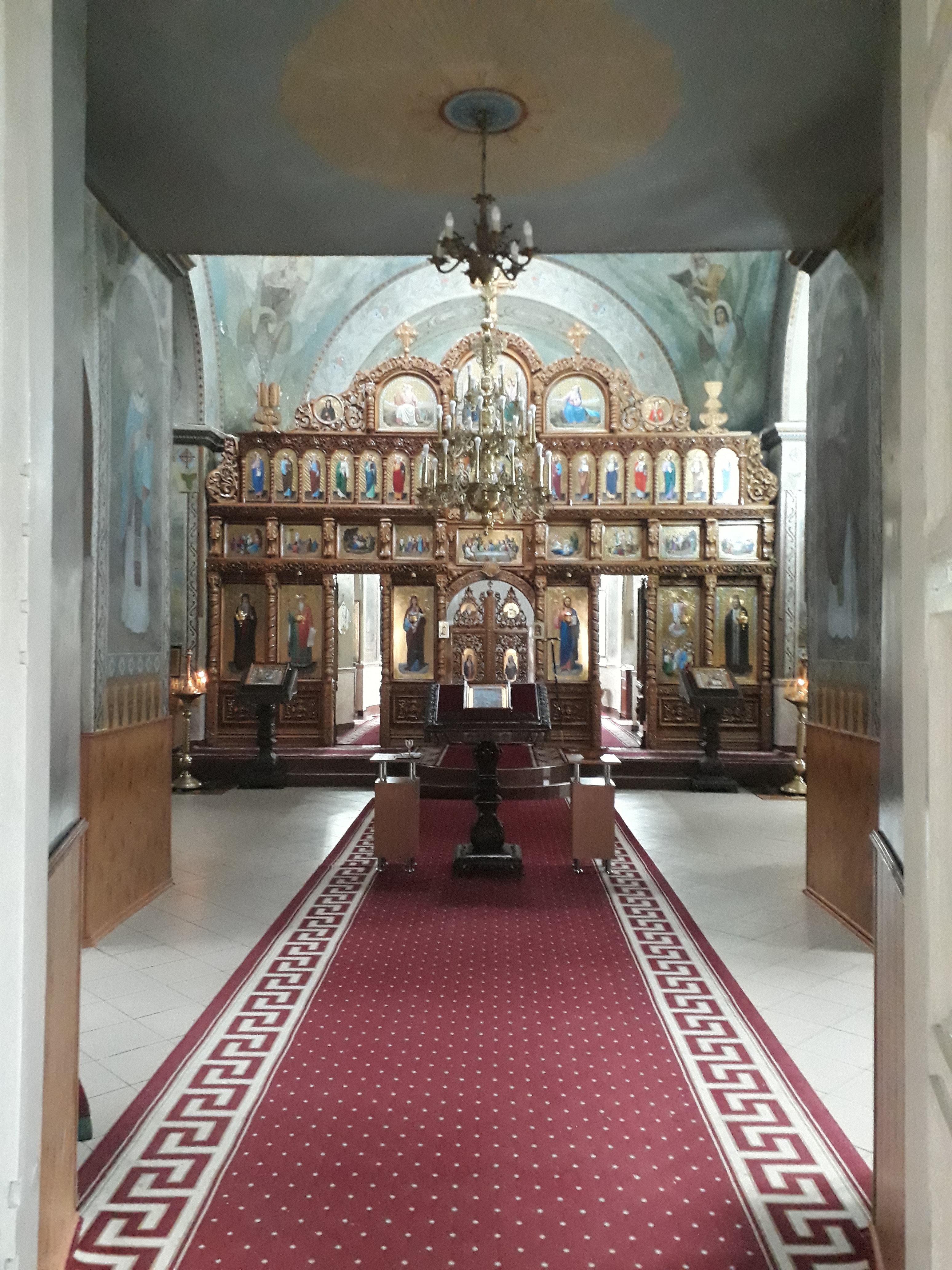
Interior. Vedere în naos și spre iconostas.

Frescele din interiorul Bisericii „Înălțarea Domnului” au fost realizate de o echipă de pictori formată din Blinov, Stoianov și Lemai în 1901-1906. În 1981-1989 a fost restaurată pictura murală de către o echipă de pictori-restauratori formată din Vasile Negruți, Serafim Prodan, Alexandra Ivanov și Elena Grigorașenco. Interiorul Bisericii „Sf. Spiridon” a fost pictată în acuarelă de iconarul V. P. Tucanov în 1945. Din această biserică au mai rămas doar două icoane, a Mântuitorului și a sfinților Antonie și Teodosie de la Kiev-Pecersk.
În 1817 la mănăstirea Hârjauca s-au atestat o cruce de argint suflată cu aur, două sfeșnice de alamă, un potir de argint acoperit cu aur și un alt potir de plumb, o cădelniță suflată cu tombac ș.a. Catapeteasma era decorată cu flori încrustate aurite, policandrul cu 12 fofeze era din alamă, iar ușile împărătești erau poleite cu aur. Cinci candele de argint stăteau în fața icoanelor. Din tezaurul mănăstirii mai făceau parte un chivot de argint, un potir de argint gravat cu inscripția „Corpul lui Hristos” din 1872 și un discos de argint cu inscripții gravate. Majoritatea acestor obiecte nu se mai află în posesia mănăstirii.

## Biblioteca
În 1837 mănăstirea deținea șase Evanghelii în limba slavă cu ferecătură de argint, și două Evanghelii în limba română cu ferecătură de metal. Luând selectiv, printre cele mai prețioase Evanghelii din biblioteca mănăstirii putem menționa:
- Evanghelie, Moscova 1809, cu o ferecătură de aur și argint
- Evanghelie, Moscova 1817, ferecată cu argint prin tehnica forjării artistice, cu cinci aplici emailate
- Două Evanghelii, Moscova 1847 și 1854, cu ferecătură de argint.

Zamfir Arbore menționa în Dicționarul Geografic că biblioteca mănăstirii deținea mai multe cărți vechi: Anthologhion din 1726, tipărit la Iași; Biblia, 1795 (Blaj); Ceaslov, 1777 (București); Apostol, 1793 (Crit); Triod, 1747 (Iași) ș.a. În 1890 aceasta deținea peste 400 de cărți în slavonă și română.

## Școala mănăstirească
Pe parcursul secolului XIX, Mănăstirea Hârjauca s-a afirmat drept un centru educațional, aici funcționând într-un timp singura școală mănăstirească din toată Basarabia. Acolo învățau aproximativ 20-30 de băieți, în mare parte fii ai slujitorilor bisericești. Principalele obiecte predate în școala mănăstirească erau religia, cântul, citirea și scrisul în limba rusă. În 1872 a fost reorganizată după tipul școlilor pentru popor.
Erau uneori conflicte între personalul școlii și călugării mănăstirilor. Primii fiind trimiși de Eparhie și Seminarul Teologic duceau o politică de rusificare, lucru care nu era văzut cu bine de către călugări. Pe lângă școala mănăstirească mai funcționa și un internat.

## Alte componente ale patrimoniului mănăstirii

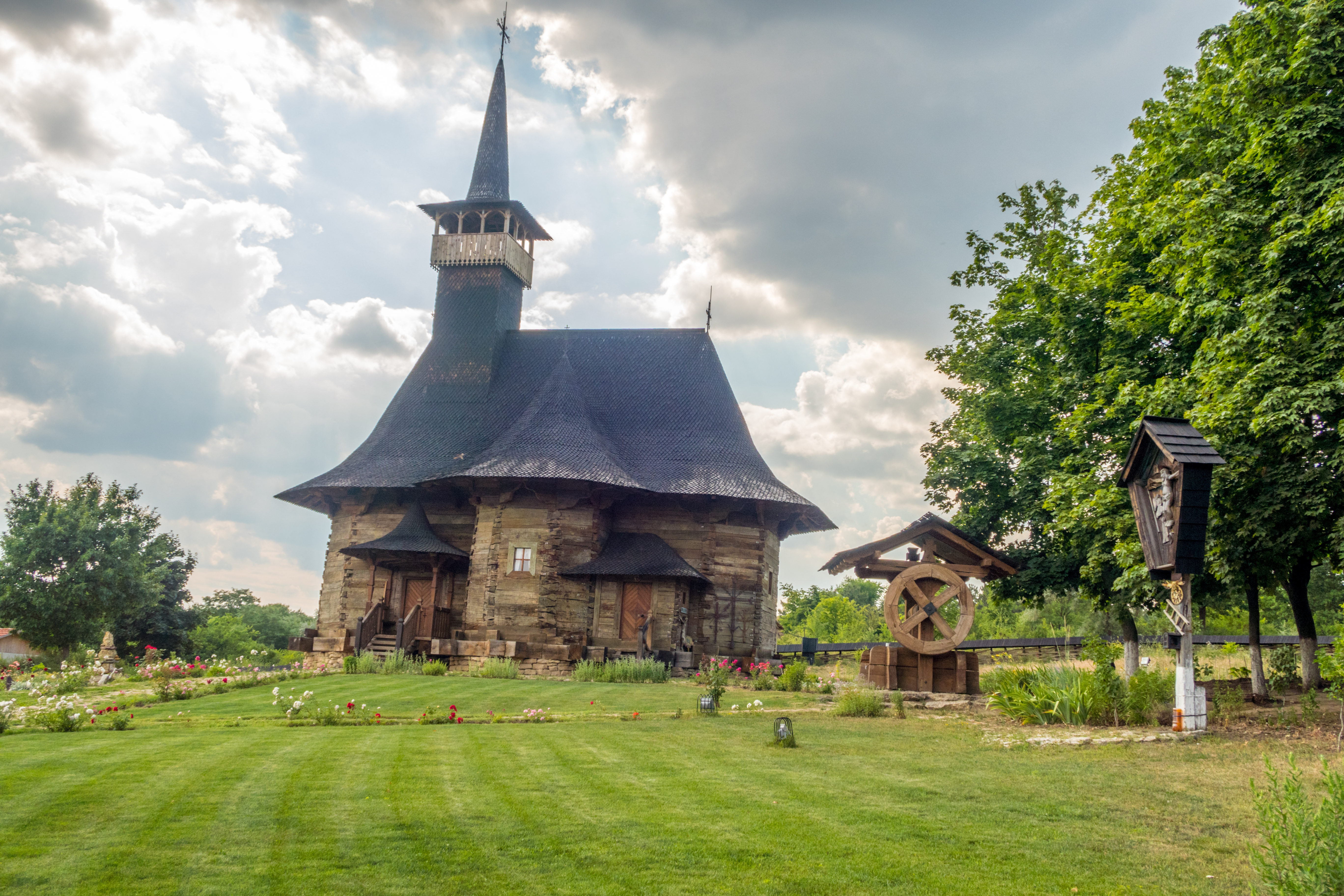
Biserica de lemn din Hirișeni pe teritoriul Muzeului Satului din Chișinău.

Biserica de lemn din Hirișeni își are originea la Mănăstirea Hîrjauca, fiind ctitorită de răzeșii din Hirișeni pe teritoriul mănăstirii. Conform istoricilor acest lucru s-a întâmplat în 1642, chiar dacă după cum am văzut anterior aceasta încă nu ar fi existat în anul respectiv, lucru care pune un semn de întrebare asupra celorlalți ani de ctitorie vehiculați.
Biserica este construită din bârne de stejar întărite pe mijloc și la capete cu cuie de lemn. A fost inițial tencuită atât pe exterior, cât și din interior, apoi acoperită cu șindrilă. Atunci când Spiridon Filipovici a decis construirea unei biserici de piatră, biserica veche de lemn a fost mutată scândură cu scândură la Hirișeni (1820). Scândurile putrezite au fost înlocuite și biserica a fost tencuită doar pe interior de data aceasta. Pe exterior a fost fățuită cu lemn și acoperită cu șindrilă. A fost folosită pe post de lăcaș de cult până în 1928 de către sătenii din Hirișeni, când în sat a fost edificată o biserică din piatră. A continuat să fie folosită drept paraclis de cimitir, dar în perioada sovietică s-a degradat. În 2009-2011 a fost restaurată și mutată în Muzeul Satului Chișinău.
Majoritatea icoanelor vechi păstrate în continuare la Mănăstirea Bocancea și datate din prima jum. a sec. XIX provin de fapt de la Mănăstirea Hîrjauca, al cărei schit a fost Bocancea de la fondare până în perioada interbelică. Printre aceste icoane se numără: icoanele Adormirea Maicii Domnului, Iisus Hristos, Maica Domnului cu Pruncul, Sfinții Împărați Constantin și Elena, Maica Domnului cu Pruncul tronând ș.a. realizate în tempera, pictură pe lemn.